# Nordic Giant
Nordic Giant – потужний ківшевий земснаряд.

## Загальна інформація
Судно спорудили в 1999 році на верфі у єгипетському Порт-Саїді для компанії Skånska cementgjuteriet (Skanska). В 2022-му воно пройшло перебудову на фінській верфі Turku Repair Yard.
Nordic Giant відноситься до несамохідних понтонів та переміщується за допомогою буксирів. В операційному режимі земснаряд використовує опори, які забезпечують стабілізацію на місці виконання робіт. 
На понтоні встановлений потужний гідравлічний екскаватор Liebherr P995 з об’ємом ковша 22 м3 та потужністю двигуна 1,6 МВт. Судно здатне провадити роботи на глибинах до 27 метрів.

## Завдання судна
За час своєю діяльності Nordic Giant виконав численні завдання, зокрема:
- у 2003-му днопоглиблювальні роботи в межах розвитку шведського порту Ґетеборг (до цього проекту також залучили землесосні снаряди "Coastway" та "Seaway";
- спорудження траншей через прибережні зони в районі Денії та на острові Майорка в межах проекту газопроводу Монтеса – Майорка (друга половина 2000-х років); 
- роботи за третьою фазою проекту у фінському порту Раахе, де йому разом з іншим ківшевим земснарядом "Koura" та багаточерпаковим земснарядом "Ajax" потірбно було вилучити з підхідного каналу 1,9 млн м3 грунту (проект в Раахе припав на 2008 – 2009 роки);
- навесні 2012-го земснаряд вів роботи у гавані Скрабстер на північному узбережжі Шотландії;
- влітку 2012-го "Nordic Giant" поглиблював гавань шотландського Абердіна (разом із землесосним снарядом "Crestway");
- в 2013-му "Nordic Giant"  та ще один квішевий земснаряд "Wodan" були мобілізовані для робіт з розбирання старого хвилеламу в межах проекту спорудження нідерландського порту Маасвлакте 2;
- в 2014 – 2015 роках власник судна виконував контракт в межах спорудження російського порту Бронка (на південному узбережжі Фінської затоки поблизу Санкт-Петербурга), де в межах днопоглиблення підхідного каналу, басейну розвороту та актваторії причалів належало вилучити 16 млн м3 грнуту. Для цього завдання задіяли ківшеві земснаряди "Nordic Giant"  та "Wodan" і фрезерний земснаряд "Edax";
- влітку 2015-го земснаряд виконав тестове вилучення грунту в межах розробки проекту реконструкції шведського порту Лулео;
- влітку 2019-го "Nordic Giant" працював у Котці (Фінляндія);
- в 2019-му в протоці Ересунн земснаряд виконував завдання в межах проекту замін високовольної системи електропередачі, для чого спорудив по 4 траншеї біля шведського (довжиною по 0,93 км) та данського (по 0,25 км) узбережжя (в центральній частині протоки захист кабелів обалштувало каменеукладальне судно "Rockpiper";
- станом на травень 2020-го земснаряд працював над прокладанням підводної лінії електропередач між Швецією та Данією в протоці Каттегат;
- в 2020-му "Nordic Giant" залучили до прокладання газопроводу Baltic Pipe через протоку Малий Бельт;
- у січні 2021-го земснаряд зафотографували за роботами в порту Гельсінкі;
- станом на березень 2021-го "Nordic Giant" працював на контейнерному терміналі у Філікстоу (за сотню кілометрів на північний схід від Лондону);
- в червні 2021-го оголосили про завершення днопоглиблення білі п’яти причалів у англійському порту Саутгемптон (південне узбережжя Великої Британії), над яким працювали Nordic Giant та землесосні снаряди "Waterway" та "Medway";
Для полегшення боротьби за російські контракти власник судна компанія Boskalis перевела земснаряд під російський прапор, тому з травня 2021-го воно отримало варіант назви «Нордик Джиант». Далі судно задіяли для робіт у Обській губі в межах проекту спорудження заводу зі зрідження газу Арктик ЗПГ 2. Тут Boskalis підписала контракт на укладку біля узбережжя Гиданського півострова трьох гравітаційних основ, на яких мало розміститись обладнання заводу. В березні 2022-го після початку агресії Росії проти України та накладення на Росію санкцій Boskalis зупинила роботи, проте «Нордик Джиант» під прикриттям рішення російського суду передали російській компанії. Відомо, що наприкінці 2023-го перша з трьох гравітаційних основ вже була на призначеному для неї місці в Обській губі.